# شیوه ایونی

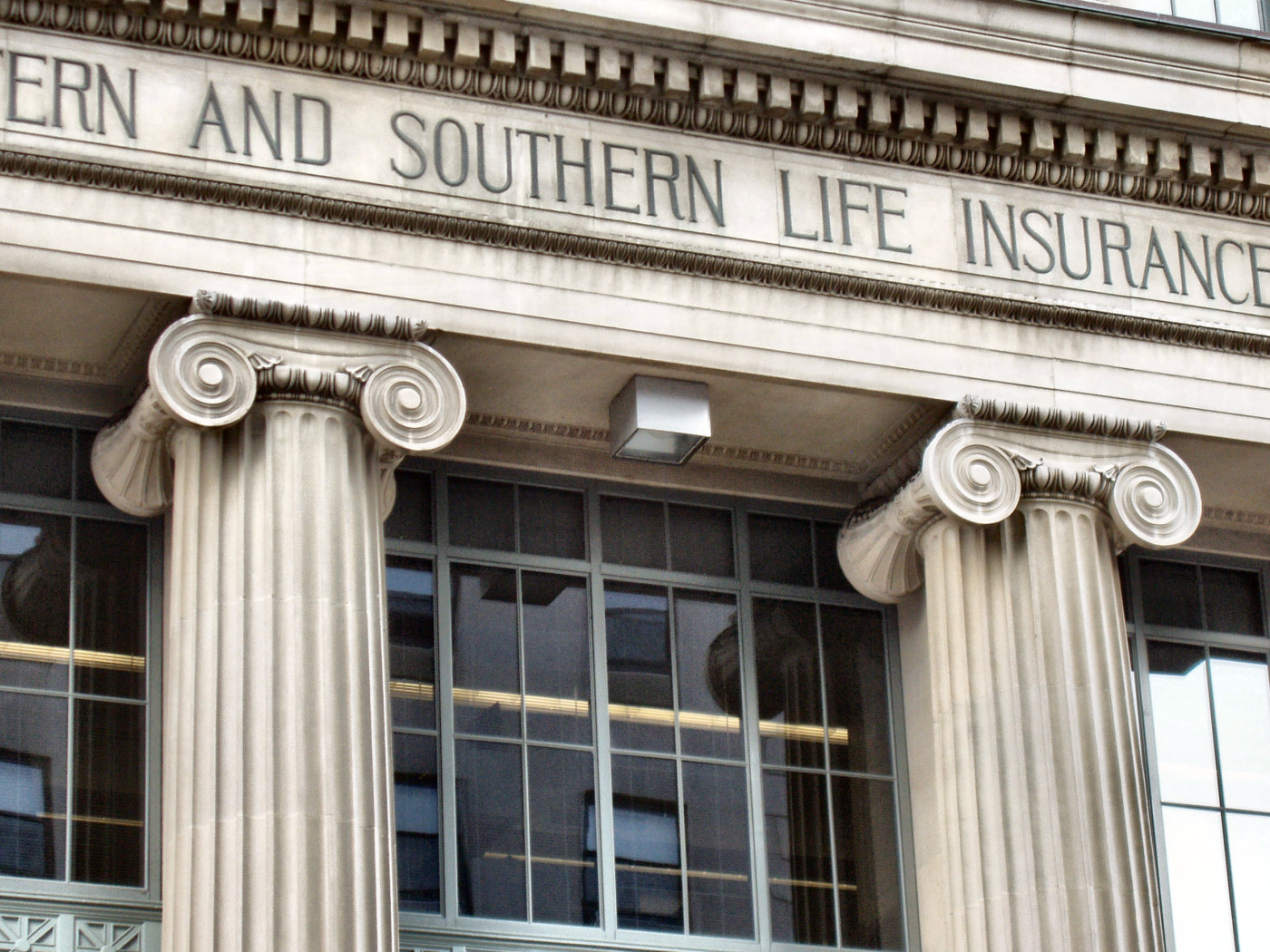
سرستون ایونی در ساختمانی به سبک نئوکلاسیک

شیوه ایونی یکی از سه شیوه کلاسیک در یونان باستان و معماری کلاسیک است. اسم دیگر این مدل سر ستون (یونیک) می‌باشد.
این شیوه معماری به سرزمین ایونیا واقع در ساحل آسیای کوچک منسوب بوده و کمتر از شیوه دوریسی صلابت و استواری و رسمیت دارد و خاستگاه آن نیز همچون شیوه دوریسی ناشناخته مانده است. نخستین بقایای معماری شیوه ایونی در پرستشگاه‌هایی دیده می‌شود که متعلق به سده ششم پیش از میلاد است. از ویژگیهای این شیوه ستون باریک و بلند با سر ستون پیچ خورده (حلزونی شکل) است. طرح ستون این شیوه به بیننده از هر طرف دید مشابهی می‌دهد. نسبت ارتفاع به قاعده ستون در این شیوه ۹ به ۱ و ۱۰ به ۱ یعنی نسبت به ستون دوریسی بلندتر است و تعداد شیارهای روی بدنه ستون نیز ۲۴ عدد است.
مهم‌ترین عنصری که شیوه ایونی را از نظام دوریسی مجزا می‌کند، تغییر شکل سرستون‌ها است. ستون سنگی در شیوه ایونی به جای اینکه مستقیماً روی سکوی پله دار قرار گیرد بر روی پایه ستون دایره شکلی که از سنگ یکپارچه تراشیده شده و دارای فرورفتگی‌هایی نیز می‌باشد، قرار می‌گیرد. این سنگ حجاری شده روی یک لوحه سنگی مربع شکل قرار دارد که به این نوع پایه ستون در شیوه ایونی توروس گفته می‌شود. معابد بسیاری در یونان و سرزمین‌های تابعه آن به شیوه ایونی بر پا شده‌اند که می‌توان به معبد آرتمیس در شهر افسوس اشاره کرد.